# Milionia hypercallima
Milionia hypercallima är en fjärilsart som beskrevs av George Thomas Bethune-Baker 1915. Milionia hypercallima ingår i släktet Milionia och familjen mätare. Inga underarter finns listade i Catalogue of Life.